# Thinohyus
Il tinoio (gen. Thinohyus) è un mammifero artiodattilo appartenente ai taiassuidi. Visse nell'Oligocene inferiore (circa 32 milioni di anni fa) e i suoi resti fossili sono stati ritrovati in Nordamerica.

## Descrizione
Questo animale, simile a un odierno pecari, possedeva alcune caratteristiche primitive ma era di taglia superiore rispetto ad altri taiassuidi suoi contemporanei, come Perchoerus. Anche se rispetto a quest'ultimo genere vi erano solo poche differenze a livello dentario, i due taiassuidi si differenziavano per le proporzioni craniche e corporee. Thinohyus era dotato di un cranio più robusto, dolicocefalico, con una cresta sagittale più debole rispetto a quella di Perchoerus. Thinohyus, inoltre, era dotato di un grande cingulum posteriore sul terzo molare inferiore, con una cuspide posteriore interna, e un diastema (spazio tra i denti) tra i canini e i primi premolari (e a volte anche tra i primi e i secondi premolari). 

## Classificazione
Thinohyus venne descritto per la prima volta da Othniel Charles Marsh nel 1875, sulla base di un cranio danneggiato proveniente dall'Oregon e inizialmente attribuito a terreni del Miocene. Successivamente, questo genere venne a lungo confuso con l'assai simile Perchoerus, descritto da Joseph Leidy nel 1869. Solo oltre un secolo dopo, alcune revisioni operate da Wright (1998) e Prothero (2009) hanno chiarito che le due forme erano effettivamente distinte. La specie tipo descritta da Marsh è Thinohyus lentus; un'altra specie, T. rostratus, descritta inizialmente da Edward Drinker Cope nel 1888 ma attribuita a questo genere da Sinclair nel 1905, era dotata di un cranio più robusto ed era di maggiori dimensioni. Thinohyus e Perchoerus fanno parte di una radiazione evolutiva dalla quale presero origine, nel corso dell'Oligocene e poi del Miocene, numerose altre forme di taiassuidi.